# Riem Hussein
Riem Hussein (Bad Harzburg, 26 luglio 1980) è un arbitro di calcio ed ex calciatrice tedesca.
Di origini palestinesi, è arbitro della Federcalcio tedesca dal 2005 ed è inserita nella FIFA International Referees List dal 2009. Hussein fischia per il TSG Bad Harzburg. 

## Biografia
Al termine della carriera come calciatrice affianca l'attività di arbitro a quella di farmacista. Nel 2009 ha conseguito il dottorato nel campo della tecnologia farmaceutica presso l'Università tecnica di Braunschweig.

## Carriera
Hussein fu una calciatrice attiva fino al 2005. Nel ruolo di attaccante ha vestito la maglia del MTV Wolfenbüttel giocando la stagione 2004-2005 in 2. Frauen-Bundesliga, secondo livello del campionato tedesco femminile di calcio, segnando 18 reti in quel campionato. Al termine della stagione abbandona il calcio giocato per diventare arbitro della DFB, dirigendo incontri della 2. Bundesliga femminile passando, dal 2006, a quelle della Frauen-Bundesliga. Nel 2008 è stata anche impiegata come assistente arbitro nella finale di Coppa di Germania femminile. Nel 2009 è diventata arbitro FIFA e da allora ha diretto anche Coppe europee e partite internazionali. Il 15 maggio 2010, Hussein ha diretto la finale della DFB-Pokal der Frauen 2009-2010. È stata assunta come esperta dalla rete televisiva ZDF per commentare gli incontri del Mondiale di Germania 2011. È stata eletta arbitro dell'anno 2012-2013.
Oltre all'attività nel calcio femminile Hussein da diretto partite nel campionato regionale maschile di quarta divisione dal 2008. Per la stagione calcistica 2015-2016 è stata promossa alla 3. Liga, dirigendo la sua prima partita alla 2ª giornata di campionato, l'incontro tra Magonza II e Magdeburgo, fatto che la rende, dopo Bibiana Steinhaus, il secondo arbitro donna a essere utilizzato nel calcio maschile tedesco professionistico.
Il 3 dicembre 2018 è stata inserita nella lista degli arbitri e degli assistenti selezionati dalla FIFA per il Mondiale di Francia 2019.
Alla Cyprus Cup 2019 ha condotto due partite del girone e la finale tra Corea del Nord e Italia, vinta dalla prima ai calci di rigore, nella quale ha espulso due giocatrici nordcoreane, prima Kim Nam-hui, al 43', per doppia ammonizione, poi, ai supplementari, Ri Hyang-sim con un cartellino rosso diretto.
Nel 2020 è stata nuovamente eletta arbitro dell'anno dalla DFB.
Nel 2021 dirigerà la sua prima finale di UEFA Women's Champions League, quella che il 16 maggio, al Gamla Ullevi di Göteborg, determinerà la squadra campionessa d'Europa 2020-2021 tra le  inglesi del Chelsea e le spagnole del Barcellona.